# Тип 90 (противокорабельная ракета)
Тип 90 (90式艦対艦誘導弾, SSM-1B) — противокорабельная ракета морского базирования, разработанная японской компанией Mitsubishi Heavy Industries. Принята на вооружение в 1990 году. Корабельная версия мобильной сухопутной ракеты Тип 88 SSM-1, которая, в свою очередь, разработана на базе авиационной ракеты Тип 80 ASM-1. Морские силы самообороны Японии закупили 384 ракеты для кораблей типа «Акидзуки», «Таканами», «Хаябуса» и «Мурасамэ».
По тактико-техническим характеристикам (дальность 150 км, дозвуковая скорость, масса боевой части 225 кг) является аналогом американской ракеты «Гарпун» и используется для замены этой ракеты на японским кораблях. Пусковая установка ракет также аналогично — она состоит из двух или четырёх контейнеров с ракетами.